# Frans Peeraer
Franciscus Albertus Arthur Peeraer, detto Frans (Borgerhout, 15 febbraio 1913 – 28 marzo 1988), è stato un calciatore belga, di ruolo centrocampista.